# Parkiamyia paraensis
Parkiamyia paraensis är en tvåvingeart som beskrevs av Maia och Fernandes 2006. Parkiamyia paraensis ingår i släktet Parkiamyia och familjen gallmyggor. Inga underarter finns listade i Catalogue of Life.